# Hotel Provincial
El NH Gran Hotel Provincial forma parte —junto al Casino Central— del conjunto monumental diseñado por el arquitecto Alejandro Bustillo para la costa de la ciudad de Mar del Plata, llamado oficialmente Rambla Casino.

## Historia
En el lugar del actual conjunto monumental, existía desde 1912 la antigua Rambla Bristol y el Paseo General Paz. En 1928, se había llevado adelante un concurso de proyectos para remodelar la rambla, ganado por la propuesta de Andrés Kálnay y Guillermo Meincke, que no fue construida. Alejandro Bustillo, arquitecto ya reconocido en la década de 1930, proyectó finalmente la nueva rambla, el Casino Central y el Hotel Provincial en 1937, para el gobierno provincial del conservador Manuel Fresco, del cual era Ministro de Obras Públicas su hermano José María Bustillo.
El 22 de diciembre de 1939, con poco más de un año de construcción, se inauguró el Casino Central; y en diciembre de 1941 el presidente Ramón Castillo inauguraba en un acto la nueva Rambla, adornada por dos esculturas de lobos marinos (del escultor José Fioravanti) que se transformarían con los años en la postal favorita de Mar del Plata. Sin embargo, las obras del hotel se prolongaron durante la siguiente década, con el cambio de administración provincial, y el Provincial pudo ser inaugurado recién el 18 de febrero de 1950, durante la gobernación del peronista Domingo Mercante.
El hotel supo alojar a visitantes ilustres, como el presidente norteamericano Dwight Eisenhower; y con motivo del Festival de Cine de Mar del Plata, al actor Paul Newman. Otras personalidades del mundo del espectáculo local solían visitar el Salón Circular, como el comediante Alberto Olmedo y la conductora Mirtha Legrand, quien realizó algunos de sus famoso almuerzos televisivos desde allí.
En 1984, la empresa Hotelera Americana recibió la concesión del Provincial por parte del Gobierno de la Provincia, y lo mantuvo hasta 1998, mientras el hotel fue cayendo en la decadencia. Finalmente, el concesionario tuvo que ser desalojado forzosamente al negarse a pagar el canon correspondiente. El Provincial quedó cerrado durante el cambio de siglo, hasta que la cadena NH Hoteles, asociada con el empresario de medios local Florencio Aldrey Iglesias, ganó un concurso de licitaciones para reabrir el hotel en 2004, durante la administración de Felipe Solá. La concesión fue entregada finalmente por Scioli el 18 de junio de 2008 a la firma Hotelería de Mar S.A., que forma parte la cadena internacional de hoteles NH.con un plazo de explotación de 30 años, con posibilidad de sumarle otros 15.

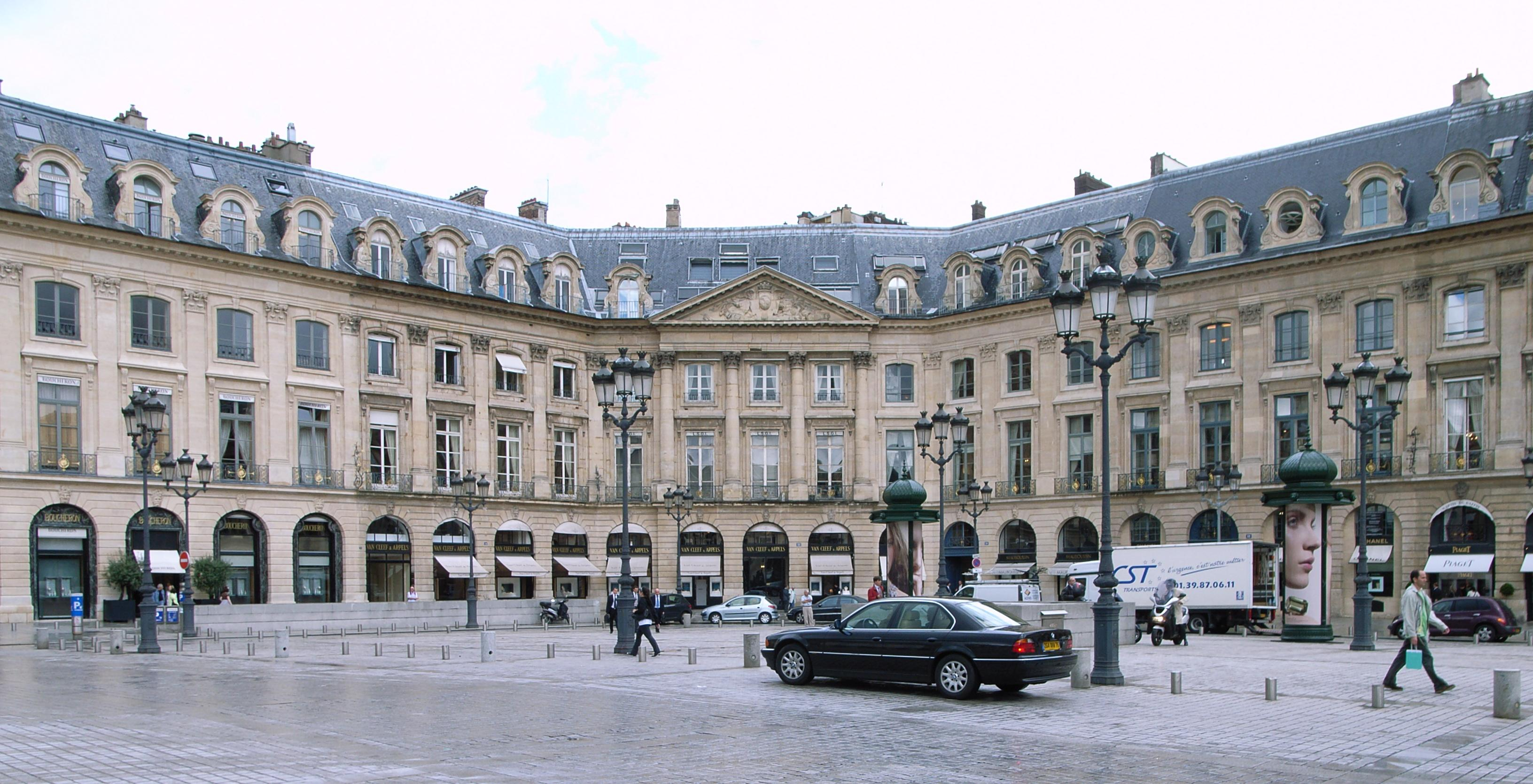
La Place Vendôme inspiró al arquitecto Bustillo

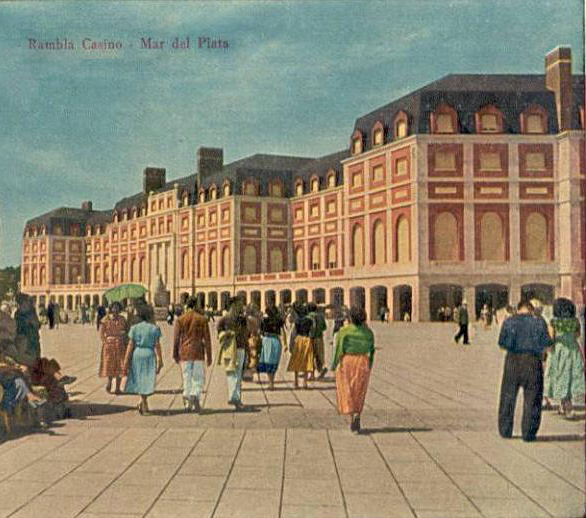
El Hotel Provincial y la rambla en los años '50

El NH Gran Hotel Provincial quedó reinaugurado parcialmente por la presidenta Cristina Fernández de Kirchner el 6 de noviembre de 2008. La sala de juego del nuevo Hotel Provincial fue reabierta el 2 de enero de 2010 por el gobernador Daniel Scioli, junto con su esposa Karina Rabolini. En diciembre de ese año, el hotel fue sede de la XX Cumbre Iberoamericana, en donde la presidenta Cristina Fernández de Kirchner recibió entre muchos otros a los mandatarios Lula da Silva, Evo Morales, Sebastián Piñera y Rafael Correa, además del Rey de España Juan Carlos I. En 2009  tras una década de abandono se restauró la  piscina del Hotel Provincial, situada en el corazón de la playa lindera, a la par del tradicional establecimiento.

## Arquitectura
Los edificios del Casino Central y el Gran Hotel Provincial fueron proyectado por Alejandro Bustillo en 1937. Para ellos, hizo uso de su característico estilo neoclásico, de fuerte inspiración francesa, adaptado según sus propias palabras al entorno local. En este caso, Bustillo se inspiró en el estilo Luis XIII de los edificios de la Plaza Vendôme de París. De todas formas, su arquitectura es más sobria y despojada que la de estas antiguas construcciones parisinas.
Según las reglas de la composición clásicas, la fachada se compone de un basamento revestido en piedra Mar del Plata, con galería cubierta; un desarrollo revestido en ladrillo a la vista, con ornamentos y pilastras en piedra Mar del Plata, y un remate en mansarda de pizarra negra. Sin embargo, para demostrar que Bustillo ponía la estética sobre la funcionalidad o la realidad, debajo de esa mansarda artificial existe una losa de hormigón armado que es el verdadero techo en la estructura. El edificio posee planta baja (basamento), seis pisos y mansarda, y suma 77.500 metros cuadrados de superficie, con espacios internos de grandes dimensiones. También cuenta con otro edificio, NH Gran Hotel Casino, el cual es otro hotel que abre exclusivamente en el verano. Sin embargo, este último corresponde al NH Gran Hotel Provincial.

## Transporte público
Cerca del hotel pasan estas líneas de colectivos: 221 511 512 521 522 523 531 532 533 541 542 543 551 552 553 562 571 573 581 591 593 715 717 720